# Кустовое (Северо-Казахстанская область)
Кустовое (каз. Кустовое) — село в Кызылжарском районе Северо-Казахстанской области Казахстана. Входит в состав Вагулинского сельского округа. Код КАТО — 595043500.
В 3 км к северо-западу от села находится озеро Кривое.

## Население
В 1999 году население села составляло 460 человек (215 мужчин и 245 женщин). По данным переписи 2009 года, в селе проживало 360 человек (171 мужчина и 189 женщин).